# Chlamisus zhamensis
Chlamisus zhamensis es un coleóptero de la familia Chrysomelidae.
Fue descrita científicamente en 1981 por Tan in Tan & Wang.